# Военная прокуратура Израиля
Военная прокуратура Израиля (ивр. מפקדת הפרקליט הצבאי הראשי‎, Штаб Главного военного прокурора (аббр. ивр. מפצ"ר‎, Мафца́р)) — структурное подразделение Армии обороны Израиля, осуществляющее надзор за соблюдением законности в деятельности армии, её подразделений и отдельных военнослужащих, посредством поддержания аппарата уголовного обвинения и защиты, консультирования воинских формирований и органов армии по правовым вопросам, методического руководства правовой работой в армии и исполнения дополнительных правовых функций.
Осуществляет свои профессиональные полномочия независимо от командования и органов военного управления, руководствуясь принципом верховенства закона.

## Основные задачи
Основными задачами Военной прокуратуры Израиля являются:
- Поддержание аппарата уголовного обвинения и защиты при военных судах, в подсудность которых входят уголовные дела о преступлениях, совершённых военнослужащими и ограниченными категориями гражданских лиц, находящимися на службе армии.
- Консультирование воинских формирований и органов армии по вопросам, связанным с военным правом и общими правовыми положениями, в том числе в области международного права, административного права и пр.
- Поддержание аппарата уголовного обвинения при военных судах на территориях, подконтрольных армии, на данный момент, в первую очередь, на Западном берегу реки Иордан.
- Надзор за соблюдением законности в исполнении процессов применения дисциплинарных взысканий в армии.
- Надзор за соблюдением закона армейскими следственными органами и администрациями мест содержания заключённых под стражу военнослужащих.
- Представление интересов армии в государственных и общественных учреждениях при рассмотрении правовых вопросов, имеющих отношение к армии, в том числе участие в процессах законотворчества, консультирование государственных структур по вопросам, находящимся в ведении Военной прокуратуры, и содействие органам Государственной прокуратуры в ведении дел, затрагивающих интересы армии, в судах общей юрисдикции.
- Методическое руководство правовой работой армии, обучение военнослужащих принципам военного права и порядку их применения, научно-исследовательская деятельность в области военного и международного права.

## Структура
Военная прокуратура Израиля состоит из следующих юридических профессиональных подразделений (помимо Отдела по организационным и кадровым вопросам и Отдела компьютерного обеспечения):

### Главный военный прокурор
Стоит во главе Военной прокуратуры и командует исполнением всех правовых функций в армии, за исключением действия военных судов. Является членом Генерального штаба Армии обороны Израиля. Назначается на должность непосредственно Министром обороны, по получении рекомендации Начальника Генерального штаба. Обладает различными формальными полномочиями в соответствии с Законом военного судопроизводства 1955 года (ивр. חוק השיפוט הצבאי, התשט"ו-1955‎), в том числе полномочиями издания указания об открытии следственных действий по факту уголовного правонарушения со стороны военнослужащего, отмены дисциплинарного приговора и пр.
Постановление Главного военного прокурора по правовому вопросу является обязывающим для всех органов армии.
На сегодняшний день эту должность исполняет генерал-майор Ифат Томер-Йерушальми.

### Заместитель Главного военного прокурора
Координирует действия штаба Главного военного прокурора и исполняет обязанности Главного военного прокурора в период его отсутствия. Обладает формальными полномочиями, переданными ему Главным военным прокурором.
На сегодняшний день эту должность исполняет полковник Галь Асаэль.

### Главное военное обвинение
Командует аппаратом уголовного обвинения при военных судах. Возглавляется Главным военным обвинителем (на сегодняшний день эту должность исполняет полковник Эли Левертов).
При окружных военных судах военное обвинение представлено прокурорами следующих округов:
- Главный прокурор Центрального военного округа, ВВС, Генштаба и Командования тыла;
- Главный прокурор Северного военного округа и ВМС;
- Главный прокурор Южного военного округа и Командования сухопутных войск;
- Главный прокурор Иудеи и Самарии;
- Главный прокурор по оперативным делам;
- Главный прокурор по делам дезертиров;
- Глава транспортной прокуратуры.

Также Главному военному обвинителю подчинён Главный прокурор по особым поручениям, аппарат которого координирует определённые действия окружных прокуратур и представляет обвинение при Военном апелляционном суде, а также при окружных судах в делах особого характера (например, в делах в отношении высокопоставленных офицеров).

### Главная военная защита
Командует аппаратом уголовной защиты военнослужащих в процессе предварительного следствия и при судебном разбирательстве в военных судах. Возглавляется Главным военным защитником (на сегодняшний день эту должность исполняет полковник Офира Элькабец-Ротштейн).
Несмотря на административную принадлежность Военной прокуратуре, военные защитники обладают полной профессиональной независимостью в исполнении своих полномочий и обязаны действовать в соответствии с кодексом профессиональной этики адвоката, предписывающим защищать, в первую очередь, интересы доверителя.

### Департамент юридической консультации и законодательства
Оказывает юридическое сопровождение деятельности органов армии, в том числе правовое консультирование воинских формирований и органов армии, осуществление правовой экспертизы инструкций, положений и прочих актов правового характера внутри армии, а также подготовки правовых заключений по вопросам различных областей права (административного, гражданского, трудового и пр.), возникающим в деятельности армии (за исключением вопросов, связанных с международным правом и с подконтрольными армии территориями). Помимо этого, департамент участвует от имени армии в законотворческих процессах на парламентском и министерском уровне и представляет интересы армии в государственных и общественных учреждениях при рассмотрении правовых вопросов, затрагивающих интересы армии.
Обязанности главы департамента на сегодняшний день исполняет полковник Лора Хеллер.

### Департамент международного права
Оказывает юридическое сопровождение деятельности воинских формирований и органов армии по вопросам международного права, в первую очередь, международного гуманитарного права, но также международного уголовного, морского и воздушного права. Осуществляет правовую консультации армии по вопросам, связанным с сектором Газа.
Должность главы департамента на сегодняшний день исполняет бригадный генерал Рони Кацир.

### Юридический советник Иудеи и Самарии
Оказывает юридическое сопровождение деятельности воинских формирований и органов армии по вопросам, связанным с Западным берегом реки Иордан. Является советником и членом штабов Командующего войсками Западного берега реки Иордан (Командующего Центральным военным округом)) и главы Гражданской администрации Западного берега реки Иордан.
В связи с особым правовым статусом этой территории, армия исполняет на ней широкие правовые полномочия, включая, помимо, собственно, вопросов безопасности (как то борьбы с терроризмом, сооружения «Разделительного барьера» и принятия прочих мер, направленных на поддержание безопасности и общественного порядка), широкие гражданские функции (как, например, контроля жилищной застройки и обеспечения гражданской инфраструктуры на подконтрольных армии территориях, решение земельных конфликтов, регулирование поселенческой деятельности и т. п.). Необходимость в наличии отдельной юридической структуры для курирования правовых вопросов данной территории диктуется также сложностью правового режима, распространяющегося на Западный берег реки Иордан, определяемого одновременным действием нескольких правовых систем, включая право Османской империи, подмандатного британского права, иорданских законов периода 1948—1967 годов, принципов международного гуманитарного права, принципов административного права Государства Израиль и правовых актов Командующего войсками Западного берега реки Иордан и подчинённых ему структур.
Отдел Юридического советника Иудеи и Самарии также предпринимает и регулирует законотворческие процессы по вопросам, находящимся в рамках полномочий Командующего войсками Западного берега реки Иордан и представляет интересы армии в государственных и общественных учреждениях при рассмотрении правовых вопросов, связанных с Западным берегом реки Иордан, в том числе посредством содействия органам Генеральной (Государственной) прокуратуры в ведении дел, затрагивающих таковые вопросы.
Юридическим советником на сегодняшний день является полковник Коби Маркус.

### Школа военного права
Занимается обучением военнослужащих принципам военного права и порядку их применения, ведёт научно-исследовательскую деятельность в области военного и международного права. В связи с упразднением Отдела правового надзора Военной прокуратуры, Школа военного права получила также полномочия надзора за законностью осуществления дисциплинарного права в армии и координированию вопросов, связанных с амнистией и помилованием осуждённых военнослужащих.
Школа военного права также несёт ответственность за повышение квалификации кадров Военной прокуратуры и, помимо прочего, проводит подготовительный курс «офицеров юстиции» (ивр. קורס קמ"שים‎) для новобранцев Военной прокуратуры.
На сегодняшний день должность главы Школы военного права исполняет подполковник Омер Кноблер.

## Профессиональная служба в Военной прокуратуре
Большинство офицеров, находящихся на службе в Военной прокуратуре, поступили на службу после получения высшего юридического образования в рамках программы «академического запаса» (ивр. עתודה אקדמית‎). Эта программа предоставляет лицам, предназначенным на несение срочной военной службы и подпадающим под необходимые требования, отсрочку от призыва по получении общего среднего образования при подписании обязательства поступить на профессиональную службу в армии по окончании учёбы в высшем учебном заведении, включая, помимо периода срочной службы, обязательство на трёхлетнюю контрактную службу (ивр. שירות קבע‎).
Помимо этого, в особых случаях и в целях дополнительной комплектации персонала на профессиональную службу, в Военную прокуратуру призываются лица, прошедшие военную службу в других воинских формированиях (или освобождённые ранее от несения воинской службы), при условии получения высшего юридического образования и готовности на взятие обязательств, связанных с несением контрактной службы.
Юристы-призывники в Военную прокуратуру проходят общеармейские офицерские курсы (ивр. קורס קצינים בסיסי‎) и подготовительный курс «офицеров юстиции» (ивр. קורס קמ"שים‎) в Школе военного права.
После первоначального распределения на должности в различных подразделениях Военной прокуратуры поощряется, в процессе дальнейшей службы, переход офицеров на должности в другие подразделения с целью расширения профессионального кругозора.

## Главные военные прокуроры Израиля
| Имя                   | Звание на посту   | Период на посту | Годы жизни  | Комментарий |
| Аарон Хотер-Ишай      | полковник         | 1949 — 1950     | 1905 — 2003 | Стал первым Главным военным прокурором, сменив подполковника Авраама Горали на посту главы Службы юстиции армии в 1948 году |
| Аарон Мояль           | полковник         | 1950 — 1953     | 1914 — 1968 | В дальнейшем генеральный директор Министерства внутренних дел Израиля                                                       |
| Меир Зоар             | полковник         | 1953 — 1961     | 1910 — 1961 | Скончался во время исполнения должности                                                                                     |
| Меир Шамгар           | полковник         | 1961 — 1968     | 1925 — 2019 | В дальнейшем бригадный генерал, Юридический советник правительства, Председатель Верховного суда Израиля                    |
| Цви Хадар             | полковник         | 1968 — 1973     | 1929 — 2021 | |
| Цви Инбар             | бригадный генерал | 1973 — 1979     | 1935 — 2009 | В дальнейшем Юридический советник кнессета                                                                                  |
| Дов Шефи              | бригадный генерал | 1979 — 1984     | род. 1933   | |
| Бен-Цион Фархи        | бригадный генерал | 1984 — 1986     | род. 1937   | В дальнейшем генерал-майор, Председатель Военного апелляционного суда                                                       |
| Амнон Страшнов        | бригадный генерал | 1986 — 1991     | род. 1947   | |
| Илан Шифф             | бригадный генерал | 1991 — 1995     | род. 1945   | В дальнейшем генерал-майор, Председатель Военного апелляционного суда                                                       |
| Ури Шохам             | бригадный генерал | 1995 — 2000     | род. 1948   | В дальнейшем судья Верховного суда Израиля                                                                                  |
| Менахем Финкельштейн  | генерал-майор     | 2000 — 2004     | род. 1951   | |
| Авихай Мандельблит    | генерал-майор     | 2004 — 2011     | род. 1963   | В дальнейшем Юридический советник правительства                                                                             |
| Дани Эфрони           | генерал-майор     | 2011 — 2015     | род. 1958   | |
| Шарон Афек            | генерал-майор     | 2015 — 2021     | род. 1970   | |
| Ифат Томер-Йерушальми | генерал-майор     | с 2021          | род. 1974   | Первая женщина на посту |